# Katastrofa lotu EgyptAir 990
Katastrofa lotu EgyptAir 990 wydarzyła się 31 października 1999. Boeing 767-366ER z 217 osobami na pokładzie runął do Atlantyku niedaleko Nantucket w Massachusetts. Samolot leciał z Los Angeles do stolicy Egiptu – Kairu, z międzylądowaniem w Nowym Jorku.

## Samolot
Lot 990 był obsługiwany przez szerokokadłubowy samolot typu Boeing 767-366ER z rejestracją SU-GAP. Napędzany przez 2 silniki turbowentylatorowe Pratt & Whitney PW4060. Maszyna została dostarczona do linii EgyptAir 26 września 1989. Boeing w chwili katastrofy miał 10 lat, wylatane ponad 33 000 godzin oraz 7556 cykli.

## Przebieg lotu
Samolot Boeing 767 odbywał rutynowy lot z Nowego Jorku do Kairu. Warunki pogodowe nie były najlepsze, samolot miał czterogodzinne opóźnienie. Samolot wystartował z lotniska Kennedy'ego w Nowym Jorku i osiągnął wysokość przelotową 33 000 stóp. Piloci nie zgłosili żadnych usterek. Jednak po 5 minutach samolot znikł z radarów. Na miejsce wysłany został myśliwiec. W końcu udało się zlokalizować wrak, samolot wpadł do Atlantyku. Nie było wątpliwości, że nikt nie przeżył.

## Przyczyny
Pierwszym tropem komisji powołanej do zbadania przyczyn katastrofy był zamach terrorystyczny. Do dziś ta hipoteza nie jest wykluczona, choć jest mało prawdopodobna. Do zamachu nie przyznała się żadna organizacja.
Po zbadaniu czarnej skrzynki wszyscy byli zszokowani. Okazało się, że drugi pilot, Gameel Al-Batouti, który chwilowo przejął stery, odmówił kilkakrotnie arabską modlitwę za zmarłych, po czym skierował samolot w dół. Boeing po pionowym locie wpadł do Atlantyku. Drugi pilot rozbił samolot z powodu problemów psychicznych: przez kilka lat przed ostatnim lotem molestował pokojówki w hotelach, w których mieszkał. Feralnego dnia jego kolega (kapitan, który pilotował razem z nim samolot podczas rejsu 990) powiedział mu, że nie można już tego ukrywać i że jest to jego ostatni lot. Rozwścieczony Al-Batouti postanowił, że będzie to również ostatni lot kapitana.

## Narodowości ofiar katastrofy
| Kraj              | Pasażerowie | Załoga | Razem |
| ----------------- | ----------- | ------ | ----- |
| Stany Zjednoczone | 100         | -      | 100   |
| Egipt             | 75          | 14     | 89    |
| Kanada            | 22          | -      | 22    |
| Niemcy            | 2           | -      | 2     |
| Algieria          | 1           | -      | 1     |
| Sudan             | 1           | -      | 1     |
| Syria             | 1           | -      | 1     |
| Zimbabwe          | 1           | -      | 1     |
| Razem             | 203         | 14     | 217   |

Początkowo w samolocie miało się znaleźć 218 osób, jednak pewna Amerykanka spóźniła się na lotnisko i nie wsiadła na pokład Boeinga.